# Уорик (Бермудские острова)
Уорик (англ. Warwick Parish) — один из девяти округов Бермуд. Своё название округ получил в честь английского колонизатора Роберта Рича, 2-й графа Уорик. Население 8 615 человек (2010).

## География
Округ находится в центрально-южной части цепи Бермудских островов.
Округ Уорик граничит с округом Пейджет на северо-востоке и с округом Саутгемптон на юго-западе. Вся площадь округа составляет 5,7 км².